# Jalkhanz Khutagt Sodnomyn Damdinbazar
Jalkhanz Khutagt Sodnomyn Damdinbazar (tiếng Mông Cổ: Жалханз Хутагт Содномын Дамдинбазар, 1874 - ngày 23 tháng 6 năm 1923) là thủ tướng Mông Cổ trong hai nhiệm kỳ, từ năm 1921 đến năm 1922 của chính phủ bù nhìn Bogd Khan bởi Nam tước Ungern, và một lần nữa từ năm 1922 đến khi ông qua đời.

## Tiểu sử

### Cuộc sống ban đầu
Damdinbazar sinh năm 1874 tại hồ Oigon thuộc huyện Nömrög của tỉnh Zavkhan ngày nay. Cha của ông Tserensodnom và mẹ Sonom là những người chăn gia súc trung lưu. Năm 1877, ông được tuyên bố là Jalkhanz Khutagt hay "thánh hóa thân" tại Tu viện Jalkhanzyn Khüree, ngày nay là Bürentogtokh, Khövsgöl. Từ 16 đến 20 tuổi, ông được hướng dẫn về chữ viết Tây Tạng và Mông Cổ, toán học, chiêm tinh và các vấn đề tôn giáo như một śrāmaṇera trong một tu viện tại Ikh Hüree (Ulan Bator ngày nay).

### Thủ tướng
Năm 1922 Dogsomyn Bodoo từ chức thủ tướng trước những cáo buộc rằng ông ta âm mưu với kẻ thù phản động (bao gồm Ja Lama và Lãnh sự Hoa Kỳ ở Kalgan) để lật đổ chính phủ. Ngay sau đó ông bị xử tử. Tìm cách dập tắt sự tức giận tôn giáo (Bodoo là một Lạt ma), bao gồm cả Sükhbaatar đã mời Damdinbazar trở thành thủ tướng tiếp theo. Damdinbazar chết ít hơn 15 tháng sau, vào ngày 23 tháng 6 năm 1923.